# Kassandria

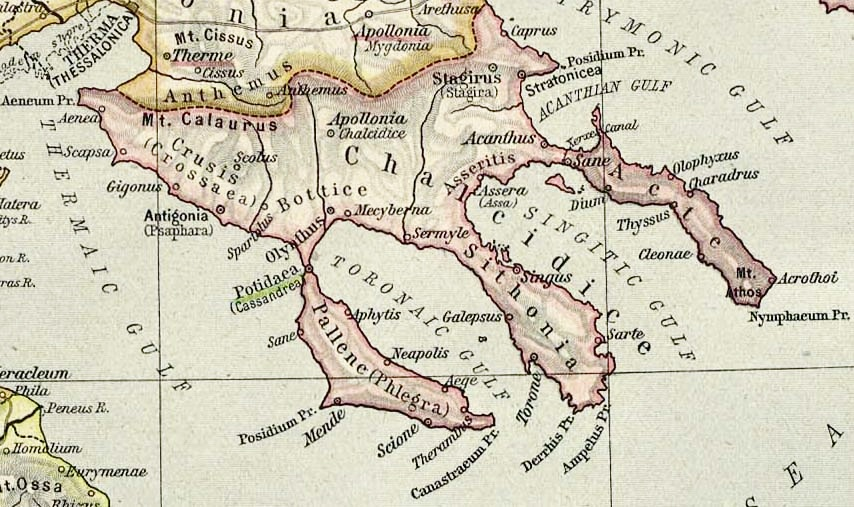
Kassandrahalvön.

Kassandria eller Kassandreia (grekiska: Κασσάνδρεια) var en av de viktigaste städerna i antikens Makedonien. Den anlades av Kassandros 316 f.Kr. på landtungan, som förenar makedoniska halvön Pallene med fastlandet. Staden byggdes på ruinerna av staden Potidaia som förstörts 356 f.Kr.
Under kejsar Augustus var staden en romersk koloni. Sedan den förstörts av hunnerna och återuppbyggts genom kejsar Justinianus (527-565), försvann den ur historien.
Den nuvarande staden Nea Potidaia ligger nära den antika platsen. 